# The Case of the Curious Bride
The Case of the Curious Bride is een Amerikaanse misdaadfilm uit 1935 onder regie van Michael Curtiz.

## Verhaal
Rhonda ontdekt dat haar eerste man Gregory Moxley nog in leven is. Ze is intussen getrouwd met Carl, de zoon van de rijke C. Phillip Montaine. Ze gaat te rade bij Perry Mason, maar wanneer hij langsgaat bij Moxley treft hij daar alleen diens lijk aan. Rhonda wordt gearresteerd voor moord.

## Rolverdeling
| Acteur            | Personage           |
| ----------------- | ------------------- |
| Warren William    | Perry Mason         |
| Margaret Lindsay  | Rhoda               |
| Donald Woods      | Carl                |
| Claire Dodd       | Della               |
| Allen Jenkins     | Spudsy              |
| Phillip Reed      | Dr. Millbeck        |
| Barton MacLane    | Detective Lucas     |
| Wini Shaw         | Doris Pender        |
| Warren Hymer      | Oscar Pender        |
| Olin Howland      | Wilbur Strong       |
| Charles Richman   | C. Phillip Montaine |
| Thomas E. Jackson | Toots Howard        |
| Errol Flynn       | Gregory Moxley      |
| Robert Gleckler   | Detective Byrd      |
| James Donlan      | Detective Fritz     |